# Moriano Tampucci
Moriano Tampucci, noto come Moreno (Collesalvetti, 15 luglio 1944 – Livorno, 21 febbraio 2013), è stato un calciatore italiano, di ruolo portiere.

## Carriera
Inizia la sua carriera nella Lucchese. Passato al Quartu Sant'Elena, si trasferisce nel 1967 al Cagliari con il quale vince lo scudetto nella stagione 1969-1970 pur senza mai scendere in campo in quel campionato. Con i rossoblu rimane 3 stagioni, spesso relegato al ruolo di terzo portiere dietro Enrico Albertosi e Adriano Reginato, con in mezzo una parentesi all'Olbia, esordendo in massima serie il 7 marzo 1971 in occasione del pareggio esterno col Foggia e collezionando un'altra presenza in massima serie all'ultima giornata del campionato contro il Verona, riuscendo in entrambi i casi a rimanere imbattuto.
Nel 1971 decide di accasarsi per 3 stagioni al Latina (due anni in Serie D e uno in Serie C), prima di tornare in Sardegna per terminare la carriera con la maglia della Tharros.

## Palmarès

### Club

#### Competizioni nazionali
- Campionato italiano: 1

Cagliari: 1969-1970
- Serie D: 1

Latina: 1972-1973